# Marie Espinosa
Ne doit pas être confondu avec María Elena Espinosa Mangana, María Fernanda Espinosa ou María Espinosa de los Monteros.
Pour les articles homonymes, voir Espinosa.
Marie Espinosa (née en 1983) est une comédienne et chanteuse française. 

## Biographie
Marie Espinosa effectue sa scolarité dans les maisons d'éducation de la Légion d'honneur de Saint-Germain-en-Laye et Saint-Denis, puis – après une année en Angleterre – au lycée Molière (Rio de Janeiro). 
Revenue en France en classe préparatoire au lycée Lakanal et au cours Florent, elle fait des études de commerce international avant de jouer dans quelques films dont Gradiva d'Alain Robbe-Grillet,. 
À partir de 2009, elle se lance également dans la chanson et la musique, qu'elle avait apprises à la maison d'éducation de la Légion d'honneur et est notamment invitée en janvier 2010 à l'émission Taratata.

## Filmographie
- 2005 : Faites comme chez vous !, 24 épisodes pour M6 rôle récurrent : Morgane Costa
- 2005 : The Keeper - la légende d'Omar Khayyam de Kayvan Mashaye
- 2007 : Gradiva d'Alain Robbe-Grillet, Claudine
- 2007: Contre-enquête de Franck Mancuso, Vanessa
- 2009 : Mange Bitume de Raphael Thibaut.
- 2010 : Scénario contre les discriminations, de Philippe Guez.
- 2012 : La voix de Kate Moss, de Margueaux Bonhomme.
- 2013 : Dark Night In Rain City, de Steve Manford.
- 2017 : Lola et ses frères de Jean-Paul Rouve

## Opéra
- 2006 : Iphigénie en Tauride de Gluck, mis en scène par Krzysztof Warlikowski, dans le rôle d'Électre[3], Opéra Garnier.
- 2008 : Le Temps des gitans, d'Emir Kusturica[4], Opéra Bastille, punk-opéra

## Discographie
- 2010 : La Démarrante[5], sorti en janvier 2010 sous le label Remark/Universal. Elle porte sur scène son album en première partie de Renan Luce le 14 octobre 2009 à la Cigale, puis chante dans les Zéniths en première partie de Calogero et Florent Pagny. Y sont inclus les titres Pour un beau chanteur et Tant et tant[6]
- 2019 : Lettres Libres, réalisé par Benjamin Biolay[7]